# Amorphophallus plicatus
Amorphophallus plicatus är en kallaväxtart som beskrevs av Bok och Herman Johannes Lam. Amorphophallus plicatus ingår i släktet Amorphophallus och familjen kallaväxter. Inga underarter finns listade.